# Battaglia di Stiklestad
La battaglia di Stiklestad (in danese Slaget ved Stiklestad, in norreno Stiklarstaðir), avvenuta nel 1030, è una delle più famose battaglie della storia della Norvegia. In questo scontro fu ucciso re Olaf II di Norvegia (Óláfr Haraldsson), il futuro Sant'Olaf.
Anche il suo giovane fratellastro, Harald Sigurdsson, era presente in battaglia, e sarebbe poi diventato il nuovo re di Norvegia nel 1047, morendo durante una fallita invasione dell'Inghilterra nella battaglia di Stamford Bridge del 1066.

## Contesto storico
Nel IX secolo la Norvegia era comandata da numerosi re locali. Alla fine del secolo re Harald Bellachioma (Haraldr Hárfagri) riuscì, anche grazie alla superiorità militare garantita dall'alleanza con Sigurðr Hákonarson di Nidaros, a soggiogare questi numerosi regni creando il primo stato unificato di Norvegia.
Questa alleanza si sciolse dopo la morte di Harald. I Jarl di Lade e vari discendenti di Harald Bellachioma passarono il secolo successivo combattendo per guadagnare il comando. Come il potere politico, anche quello religioso giocò un ruolo importante in questi conflitti, dato che due discendenti di Harald, Hakon il Buono e Olaf Tryggvason tentarono di convertire i norvegesi al Cristianesimo. Nell'anno 1000, Svein (Sveinn) e Erik (Eiríkr) di Lade presero il controllo della Norvegia, aiutati dal re danese Svein. Nel 1015 Olaf Haraldsson, in rappresentanza dei discendenti di Harald Bellachioma, tornò da uno dei suoi viaggi vichinghi e fu immediatamente acclamato re di Norvegia. Nel giugno del 1016 vinse la battaglia di Nesjar contro Lade.
Il tentativo di Olaf Haraldsson di diventare re di Norvegia fu sostenuto dai Dani che mantenevano occupata l'Inghilterra. Nel 1028 il re danese Canuto il Grande strinse alleanza con i Lade, e Olaf dovette andare in esilio a Novgorod nel Garðaríki. Nel 1029 l'ultimo jarl di Lade, Haakon Sigurdsson, annegò e Olaf fece ritorno in Norvegia con il suo esercito per riprendersi il trono ed il regno.

## Battaglia

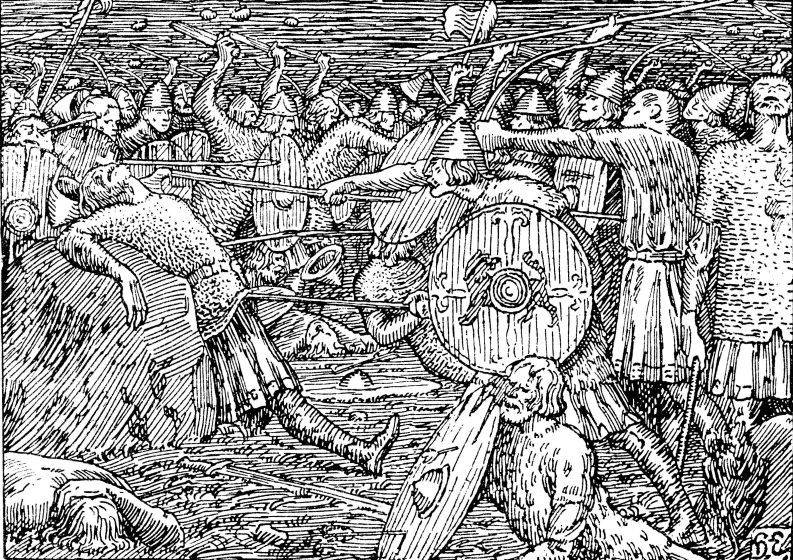
La caduta di re Olaf

Secondo le saghe, Olaf viaggiò con i suoi 3600 uomini attraversando la Svezia e le montagne fino a raggiungere la valle di Verdal (Veradalr), 80 chilometri a nord della città di Trondheim. Giunsero a Stiklestad, una fattoria nella parte bassa della valle. Fu qui che ebbe luogo la battaglia di Stiklestad, come descritto da Snorri Sturluson nella sua famosa opera Heimskringla, 200 anni dopo.
A Stiklestad, Olaf incontrò un esercito guidato da Harek di Tjøtta (Hárekr ór Þjóttu), Thorir Hund (Þórir Hundr) di Bjarkøy e Kalf Arnason (Kálfr Árnason), uomo che aveva in precedenza servito sotto Olaf. L'esercito contadino era formato da "un centinaio di centinaia di persone" secondo Snorri, che si pensa intendesse 14 400, e non 10 000. Disse che il grido di battaglia degli uomini di Olaf fu Fram! Fram! Kristmenn, krossmenn, kongsmenn (Avanti, avanti, uomini di Cristo, uomini della croce, uomini del re), mentre quello degli avversari era Fram! Fram! Bonder (Avanti, avanti, contadini).
Nel corso della battaglia Olaf ricevette tre gravi ferite (ginocchio, collo e quella mortale nel cuore) e morì adagiato su una grande pietra. Il suo corpo fu trasportato e sepolto segretamente nelle rive sabbiose del fiume Nidelva, a sud della città di Trondheim.

## Conseguenze
L'anno successivo alla battaglia la sua tomba e la bara furono aperte e, secondo Snorri Sturluson, il corpo era ancora intatto e capelli ed unghie erano cresciuti costantemente. La bara fu portata presso la chiesa di San Clemente a Trondheim. Olaf fu venerato come santo e gli fu dato il nome di Sant'Olaf (Olav den Hellige). La chiesa di Stiklestad (Stiklestad kyrkje) fu eretta sopra la pietra sulla quale morì. Si pensa che la pietra sia tuttora all'interno dell'altare della chiesa.
Cento anni dopo fu costruita la cattedrale di Trondheim sull'originario luogo di sepoltura. Il corpo di Olaf fu spostato in questa chiesa e inserito in un reliquiario d'argento dietro l'altare maggiore. Questo reliquiario ha la forma di una chiesa in miniatura, tipico dei reliquiari medievali che contenevano l'intero corpo di un santo, ma l'unico ad avere teste di drago sui vertici come quelle utilizzate nelle chiese norvegesi in legno. Nel XVI secolo, durante la Riforma protestante, il corpo di Olaf fu rimosso dal reliquiario, il quale fu fuso per la produzione di monete del re danese-norvegese. I suoi resti furono di nuovo sepolti da qualche parte nella cattedrale, ma ancora oggi non si sa esattamente dove. La regina Giuseppina di Leuchtenberg di Norvegia e Svezia, consorte di Oscar I, chiese a Federico VII di Danimarca l'unica reliquia conosciuta di Sant'Olaf, un'ulna o un radio, allora conservata in un reliquiario medievale del Museo Nazionale Danese. Egli la concesse, e la regina la consegnò alla cattedrale di Sant'Olaf (Sankt Olaf domkirke) di Oslo nell'agosto del 1862.

## Retaggio

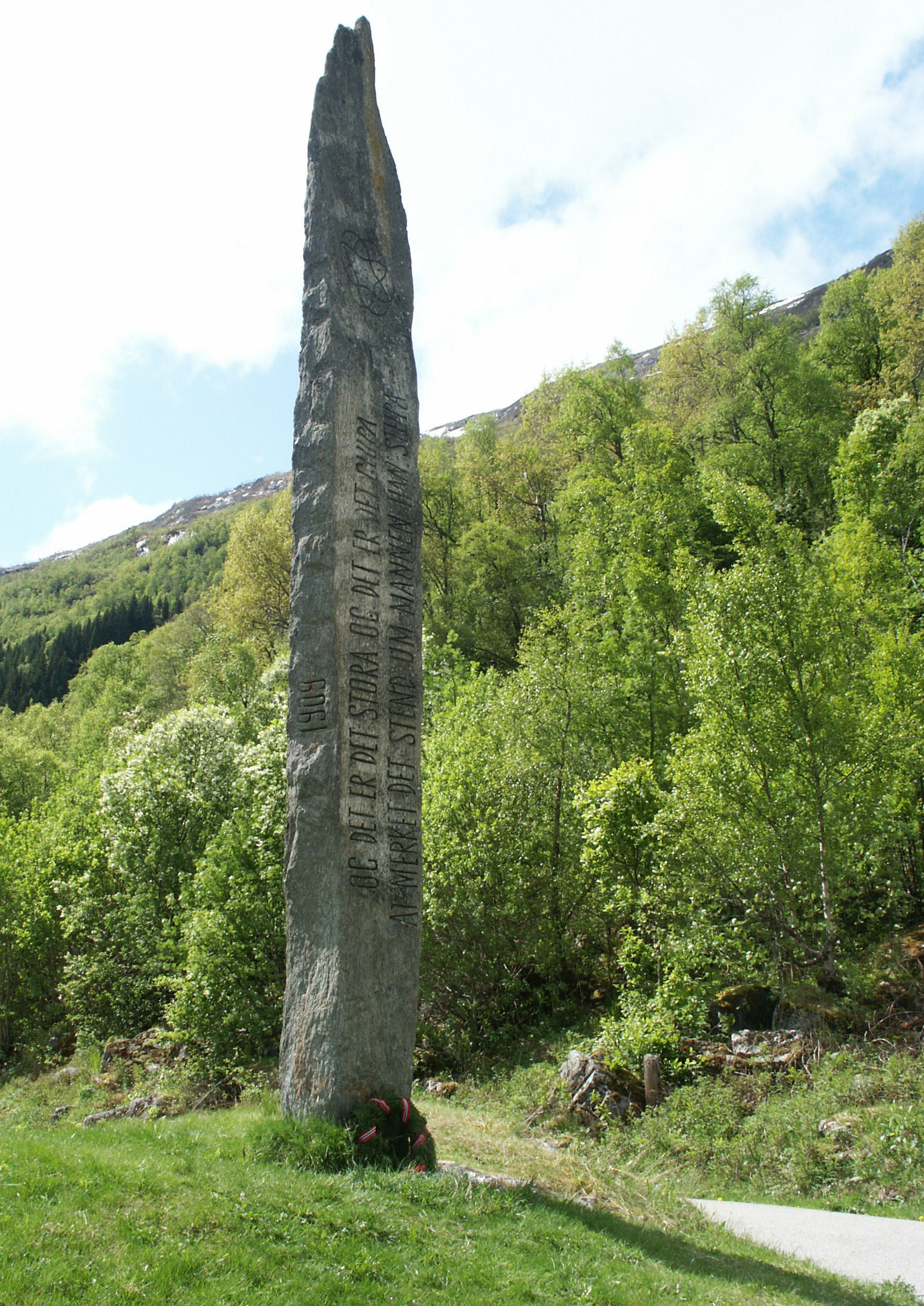
Memoriale a Stalheim

Nel 1901 il poeta Per Sivle scrisse un poema intitolato Tord Foleson, sulla partecipazione di re Olaf alla battaglia. Foleson riuscì a piantare lo stendardo prima di morire, ed esso rimase in piedi per tutto il confronto, anche dopo la morte del re. Fu tenuta innalzata e sostituita dalla popolazione locale per secoli, ed oggi in quel punto si erge un memoriale. La più famosa riga del poema, Merket det stend, um mannen han stupa ('Il simbolo resta in piedi, anche quando l'uomo cade'), è scritto sul memoriale di Stalheim, Norvegia. Si trova anche su un'iscrizione del muro del memoriale del campo di concentramento di Bergen-Belsen.
Nel luglio 1954 il proprietario della fattoria di Stiklestad permise sulla sua proprietà le riprese di un film basato sulla battaglia. Il dramma di Sant'Olaf (norvegese: Spelet om Heilag Olaf) è un'opera teatrale all'aperto rappresentata ogni anno alla fine di luglio a Stiklestad. L'opera fu scritta da Olaf Gullvåg e viene riproposta fin dal 1954.